# Beifeng Shan
Beifeng Shan (chinesisch 北峰山 Nordspitzenberg) ist ein 63 m hoher Hügel an der Ingrid-Christensen-Küste des ostantarktischen Prinzessin-Elisabeth-Lands. Er ragt am nördlichen Ausläufer der Stinear-Halbinsel in den Larsemann Hills auf.
Chinesische Wissenschaftler benannten ihn 1993 im Zuge von Vermessungsarbeiten.